# Uromys imperator
Uromys imperator és una espècie de mamífer rosegador de la família dels múrids. És endèmica de l'illa de Guadalcanal a les Illes Salomó. Està classifica com en perill crític per la Unió Internacional per a la Conservació de la Natura (UICN), tot i que ja podria ser extinta.